# Ytstrid
Ytstrid är typ av stridsuppgift för marina förband
Med ytstrid menas lokalisering, klassificering och bekämpning av andra ytfartyg. För lokalisering och klassificering används signalspaningsutrustning och avancerade radarsystem. 
Vapensystemen inom ytstriden är främst sjömålsrobotar. Det svenska korvettsystemet är beväpnat med sjömålsrobotsystemet Robot 15 ("RBS 15").